# HMS Affleck (K462)
«Аффлек» (англ. HMS Affleck (K462) — військовий корабель, фрегат типу «Кептен» Королівського військово-морського флоту Великої Британії за часів Другої світової війни.

## Історія створення
Фрегат «Аффлек» був закладений 5 квітня 1943 року на верфі американської компанії Bethlehem Hingham Shipyard у Гінгемі, як ескортний міноносець Oswald (DE-71). 30 червня 1943 року він був спущений на воду, а 29 вересня 1943 року відразу увійшов до складу Королівських ВМС Великої Британії.

## Історія служби
26 лютого 1944 року поблизу Норвегії атакою британських фрегатів типу «Кептен» «Аффлек», «Гор» і «Гулд» був знищений U-91.
1 березня атакою британських фрегатів «Аффлек», «Гарліз», «Гор» і «Гулд» потоплений U-358.
16 березня 1944 року в Гібралтарській протоці «Аффлек» разом з есмінцем «Венок» і трьома американськими літаками PBY «Каталіна» потопили U-392 за допомогою атаки багатоствольних бомбометів «Хеджхог», в результаті усі члени екіпажу U-392 загинули.
3 липня 1944 року німецький човен U-1191 був знищений атакою британських фрегатів «Аффлек» і «Бальфур» поблизу Брайтона
О 14:14 26 грудня 1944 року неподалік від Шербура німецька субмарина U-486 випустила три торпеди T5 по кораблям противника. Унаслідок влучення фрегат «Кепел» затонув, «Аффлек» отримав конструктивно невиправні пошкодження й після незначного відновлення був відправлений до США, де згодом списаний і розібраний на брухт. 